# 多萝西·赖特
多萝西·赖特（英語：Dorothy Wright，1889年8月19日—1960年），英国女子帆船运动员。她曾代表英国参加1920年夏季奥林匹克运动会帆船比赛，联同西里尔·赖特、罗伯特·科尔曼和威廉·麦迪逊获得7米级金牌。

## 家庭
丈夫为西里尔·赖特。